# Josef Maas
Josef Maas (* 19. Januar 1931 in Kalkar-Hönnepel; † 3. Juni 2008 in Blomberg/Lippe), bekannt als Bauer Maas, war ein deutscher Landwirt und Atomkraftgegner sowie eine Symbolfigur der jungen ökologischen Bewegung in Deutschland. Er führte den juristischen und öffentlichen Widerstand gegen das Kernkraftwerk Kalkar an. Vor allem aufgrund dieses Widerstands ging der Schnelle Brüter letztlich nie in Betrieb – und die Technologie wurde in Deutschland aufgegeben. Als ein Kristallisationspunkt des Antiatomprotests war „Kalkar“ zugleich ein wichtiger Anstoß zur Gründung der Partei Die Grünen.

## Leben und Wirken
Josef Maas lebte und arbeitete mit seiner siebenköpfigen Familie auf dem familieneigenen Bauernhof in Hönnepel in unmittelbarer Nachbarschaft zur Großbaustelle des Schnellen Brüters. Er setzte sich seit den späten 1960er Jahren mit beharrlicher Unbeugsamkeit gegen die Errichtung des Brutreaktors zur Wehr. Ab 1972 führte er als Hauptkläger einen fast vierzehn Jahre dauernden Rechtsstreit gegen das Projekt, für den sich Maas mit 1,5 Millionen D-Mark verschuldete. Zugleich sensibilisierte und mobilisierte Maas mit seinen Unterstützern (Bürgerinitiative ,Stopp Kalkar') die Öffentlichkeit; die Demonstrationen in Kalkar Ende der 1970er, Anfang der 1980er Jahre zählen zu den größten Anti-AKW-Kundgebungen in Deutschland. Im Verlauf dieses Kampfes gegen Energieindustrie, Politik und Kirche entwickelte sich „der Held von Kalkar“ („Der Spiegel“) vom konservativen CDU-Mitglied und Kirchenvorstandsmitglied zum Öko-Rebellen und Grünen-Landtagskandidaten. 1980 wurde er von den nordrhein-westfälischen Grünen zum Spitzenkandidaten bei der Landtagswahl gewählt.
Zu Jahresbeginn 1985 informierte Maas seine Mitstreiter, dass er seinen Hof – den er in zehnter Generation bewirtschaftete – wegen Überschuldung verkaufen muss. Im Februar beschloss die NRW-Landesregierung, dem schnellen Brüter die Betriebsgenehmigung zu verweigern. Als Maas bis Jahresende keinen Käufer für seinen Hof gefunden hatte, erhielt er von der Kraftwerk Union (KWU) ein Kaufangebot, das an die Bedingung geknüpft war, seine Klagen fallen zu lassen. Josef Maas, inzwischen auch „gesundheitlich und nervlich ausgelaugt vom langen Streit“, verkaufte und zog auf das Gut Nassengrund ins 300 km entfernte Lipperland um.
Nachdem die Landesregierung die Betriebsgenehmigung für den Reaktor immer wieder hinausgezögert hatte, verkündete die Bundesregierung im März 1991 das endgültige Aus für den schnellen Brüter. Zur Siegesfeier der Atomkraftgegner vor dem Schnellen Brüter reisten auch Bauer Maas und Frau an.
2008 starb Josef Maas in Blomberg. Er wurde auf dem Dorffriedhof in Hönnepel beigesetzt.

## Bauer Maas in der Kunst
1978 erschien eine Langspielplatte mit dem Titel Bauer Maas – Lieder gegen Atomenergie zur Finanzierung der Prozesskosten. Am Sampler beteiligte Künstler waren Frank Baier (mit dem titelgebenden Song), Mundwerk, Manfred Jaspers, Saitenwind, Tom Kannmacher, Schmetterlinge, Fiedel Michel, Bruno und Klaus, Walter Mossmann und Kladderadatsch. 1982 wurde sie re-released und über Zweitausendeins vertrieben. 2009 erschien sie remastered auf CD. 2024 veröffentlichte der WDR die doku-fiktionale Hörspiel-Serie Kalkar 81, in der eine nah an Bauer Maas angelehnte Figur vorkommt.